# الدوري الأسترالي لكرة القدم 2005–06
الدوري الأسترالي لكرة القدم 2005–06 (بالإنجليزية: 2005–06 A-League)‏ هو الموسم 30، و1 من  الدوري الأسترالي لكرة القدم. أقيم خلال الفترة 26 أغسطس 2005 وحتى 5 مارس 2006، والذي يشرف على تنظيمه اتحاد أستراليا لكرة القدم، وكان عدد الأندية المشاركة فيه  8، وفاز فيه سيدني إف سي.